# Розклад Річчі
У псевдорімановій геометрії розклад Річчі — це розклад тензора кривини Рімана на незвідні щодо ортогональної групи тензорні частини. Цей розклад відіграє важливу роль у рімановій і псевдорімановій геометрії.

## Складові частини тензора Рімана
Розклад виглядає так:
{\displaystyle R_{abcd}=\,S_{abcd}+E_{abcd}+C_{abcd}.}
Його елементами є:
1. скалярна частина {\displaystyle S_{abcd}},
2. напівбезслідова частина {\displaystyle E_{abcd}},
3. повністю безслідова частина, має спеціальну назву тензор Вейля, {\displaystyle C_{abcd}}.

Кожен елемент має ті ж симетрії, що й тензор кривизни, але також володіє специфічними алгебраїчними властивостями.
Скалярна частина
{\displaystyle S_{abcd}={\frac {R}{(n-1)\,(n-2)}}\,H_{abcd}}
залежить тільки від скалярної кривини {\displaystyle R={R^{m}}_{m}} ({\displaystyle R_{ab}} — тензор Річчі), і метричного тензора {\displaystyle g_{ab}}, який комбінується таким чином, щоб дати тензор {\displaystyle H_{abcd}} з симетрією тензора кривизни:
{\displaystyle H_{abcd}=g_{ad}\,g_{cb}-g_{ac}\,g_{db}=2g_{a[d}\,g_{c]b}.}
Напівбезслідова частина
{\displaystyle E_{abcd}={\frac {1}{n-2}}\,\left(g_{ac}\,R_{bd}-g_{ad}\,R_{bc}+g_{bd}\,R_{ac}-g_{bc}\,R_{ad}\right)={\frac {2}{n-2}}\,\left(g_{a[c}\,R_{d]b}-g_{b[c}\,R_{d]a}\right)}
виходить аналогічним чином з безслідової частини тензора Річчі
{\displaystyle S_{ab}=R_{ab}-{\frac {1}{n}}\,g_{ab}\,R}
і метричного тензора {\displaystyle g_{ab}}.
Тензор Вейля повністю безслідовий у тому сенсі, що його згортка за будь-якою парою індексів дає нуль. Герман Вейль показав, що цей тензор вимірює відхилення псевдоріманового многовиду від конформно-плоского: якщо він звертається в нуль, то многовид локально конформно-еквівалентний плоскому многовиду.
Цей розклад — чисто алгебраїчний і не включає в себе ніяких диференціювань.
У разі Лоренцевого 4-мірного многовиду (наприклад, простору-часу) тензор Ейнштейна {\displaystyle G_{ab}=R_{ab}-1/2\,g_{ab}R} має слід, рівний скалярній кривині з протилежним знаком, так що безслідові частини тензора Ейнштейна та тензора Річчі збігаються
{\displaystyle S_{ab}=R_{ab}-{\frac {1}{4}}\,g_{ab}\,R=G_{ab}-{\frac {1}{4}}\,g_{ab}\,G.}
Зауваження щодо термінології: позначення {\displaystyle R_{abcd},\,C_{abcd}} — стандартні, {\displaystyle S_{ab},\,E_{abcd}} — широко поширені, але не загальноприйняті, а тензори {\displaystyle S_{abcd}} і {\displaystyle H_{abcd}} не мають усталених позначень.